# Andreas Lund
Torkjell Andreas Lund (ur. 7 maja 1975 w Kristiansand) – norweski piłkarz występujący na pozycji napastnika.

## Kariera klubowa
Lund karierę rozpoczynał w sezonie 1995 w pierwszoligowym zespole IK Start. W trakcie sezonu 1996 odszedł do innego pierwszoligowca, Molde FK. W sezonach 1998 oraz 1999 wywalczył z nim wicemistrzostwo Norwegii. W sezonie 1999 zajął ponadto 2. miejsce w klasyfikacji strzelców ligi.
W lutym 2000 Lund przeszedł do angielskiego Wimbledonu, a kwota transferu wyniosła 2,8 miliona funtów. W Premier League zadebiutował 12 lutego 2000 w przegranym 1:3 meczu z Chelsea, w którym zdobył też bramkę. W sezonie 1999/2000 w barwach Wimbledonu rozegrał 12 spotkań i zdobył strzelił 2 gole.
W czerwcu 2000 Lund został wypożyczony do Molde. Po zakończeniu sezonu wrócił do Wimbledonu. Nie zagrał tam już jednak w żadnym meczu, a w 2001 roku zakończył karierę z powodu kontuzji doznanej podczas gry na wypożyczeniu w Molde.
Brytyjski dziennik Daily Mail umieścił Lunda na liście 20 najgorszych napastników w historii Premier League.

## Kariera reprezentacyjna
W reprezentacji Norwegii Lund zadebiutował 20 maja 1999 w wygranym 6:0 towarzyskim meczu z Jamajką, w którym strzelił też gola. W latach 1999–2000 w drużynie narodowej rozegrał 8 spotkań i zdobył 4 bramki.